# Флаг Поназыревского района
Флаг Пона́зыревского района является официальным символом Поназыревского муниципального района Костромской области Российской Федерации. Учреждён 31 марта 2005 года.

## Описание
«Флаг Поназырёвского муниципального района представляет собой прямоугольное полотнище зелёного цвета в с отношением ширины к длине 2:3, воспроизводящее фигуры герба: двух сообращённых белок, держащих еловую шишку, под ними резной подзор кровли в виде стропила с малыми зубцами внизу и с прикладом, имеющим вид гонта с выемками по сторонам, плечи стропила упираются в нижние углы полотнища, все фигуры жёлтые».

## Обоснование символики
Основная достопримечательность района — богатая природа, 78 % территории занимают леса. Древний летописец говорил: «леса эти, как море и полны всякого зверья».
В зелёном поле сидящие сообращённые белки, держащие еловую шишку над резным подзором кровли в виде стропила с малыми зубцами внизу и с прикладом, имеющим вид гонта с выемками по сторонам, прорезным водяным листом вверху и тремя вырастающими полулилиями снизу органично несут в себе символику окружающей природы и символику человеческой деятельности.
Природные лесные богатства отражены зелёным цветом. Эту символику усиливают фигуры белок, держащие еловую шишку, подчёркивая богатство не только флоры, но и фауны.
Зелёный цвет символизирует экологию, здоровье, надежду, жизненный рост.
Жёлтый подзор кровли, изображённый в виде стропил, указывает на ведущуюся практически в течение столетия заготовку и переработку древесины, отражая мастерство местных умельцев.
Жёлтый цвет (золото) символ богатства, прочности, постоянства, уважения.